# Cobert a Santa Maria de Montmagastrell
Cobert a Santa Maria de Montmagastrell és una edificació al poble de Santa Maria de Montmagastrell, al municipi de Tàrrega (Urgell) inclosa a l'Inventari del Patrimoni Arquitectònic de Catalunya.

## Descripció
Cobert situat a l'entrada del poble, i adossat a una casa que fa servir el seu sostre de terrassa. És una simple volta de pedra oberta pels dos extrems. Està construït amb maçoneria.
Sembla que aproximadament fou construït al segle xix.